# Lina Abarbanell
Lina Abarbanell (ur. 3 stycznia 1879 w Berlinie, zm. 6 stycznia 1963 w Nowym Jorku) – niemiecka śpiewaczka operowa, producentka na Broadwayu.

## Życiorys
Lina Abarbanell urodziła się 3 stycznia 1879 roku w Berlinie w rodzinie Żydów sefardyjskich . Jej ojciec Paul Abarbanell (1851–1919) był dyrygentem .
Pierwsze występy śpiewacze przed publicznością zaprezentowała w wieku 7 lat. Uczyła się śpiewu i aktorstwa . W wieku lat 15 zadebiutowała na scenie berlińskiej Hofoper rolą Adele w operetce Zemsta nietoperza. W spektaklu tym wystąpiła ponad 100 razy . Występowała w całej Europie, przede wszystkim śpiewając repertuar operetkowy . Wiele partii powstało z myślą o niej – pisali dla niej austriaccy kompozytorzy operetkowi Oscar Straus (1870–1954), Franz Lehár (1870–1948) i Edmund Eysler (1874–1949) .
W latach 1903–1904 wykonała ok. 20 nagrań, z których zachowały się cztery .
W 1905 roku przybyła do Stanów Zjednoczonych na zaproszenie dyrektora Metropolitan Opera w Nowym Jorku Heinricha Conrieda (1855–1909) . Grała rolę Jasia w operze Engelberta Humperdincka Jaś i Małgosia i występowała w Irving Place Theatre .
Zdecydowała się zostać w Stanach Zjednoczonych i wkrótce dołączyli do niej jej mąż dziennikarz Eduard Goldbeck i córka Eva. Rodzina osiadła w Evanston, a Goldbeck zaczął pracować dla Chicago Tribune . Podczas I wojny światowej Goldbeck stracił pracę z uwagi na swoje proniemieckie sympatie i rodzina zmuszona była żyć z gaży Abarbanell.
Abarbanell przez prawie 30 lat występowała na Broadwayu i jeździła z występami po kraju, grając m.in. w spektaklach Gejsza, Madame Sherry, The Red Canary, The Silver Swan, Flora Bella, The Grand Duke, Enter Madame i The Student Prince . Jej portret znalazł się na partyturze piosenki „Every Little Movement (Has a Meaning All Its Own)” z musicalu Madame Sherry . Za jej największy sukces uznawana jest rola Hanny w operetce Lehára Wesoła wdówka .
Po śmierci męża w 1934 roku przestała śpiewać i zaczęła pracować jako producentka na Broadwayu, reżyserka i dyrektorka castingu, przez lata współpracując z amerykańskim producentem Dwightem Deere Wimanem (1895–1951) . Pracowała m.in. nad światowym tournée opery Porgy and Bess .
Jej córka Eva wyszła za mąż za amerykańskiego kompozytora Marca Blitzsteina (1905–1964) . Po jej śmierci w 1936 roku Abarbanell pozostała w bliskich kontaktach z zięciem  . Organizowała obsady do jego opery Regina (1949) i musicalu Juno (1959) . Pod koniec jej życia Blitzstein wspierał ją finansowo .
Abarbanell zmarła 6 stycznia 1963 roku w Nowym Jorku .

## Upamiętnienie
Jej nazwisko pojawia się w libretcie jednoaktowej opery amerykańskiego kompozytora Leonarda Bernsteina (1918–1990) Trouble in Tahiti dedykowanej Marcowi Blitzsteinowi .